# 莫杜尼奧星
小行星6598（6598 Modugno）是一颗围绕太阳公转的小行星。1988年2月13日，圣维托雷天文台在博洛尼亚发现了此天体。
莫杜尼奧星以意大利歌手、作曲、演員、結他手，多米尼科·莫杜尼奧（Domenico Modugno，1928年1月9日－1994年8月6日）的姓氏命名。
这颗小行星的绝对星等为13.55等。